# SMS Fürst Bismarck (1896)
SMS Fürst Bismarck byl první pancéřový křižník Kaiserliche Marine, postavený v letech 1896–1900 loděnicí v Kielu. Byl určen byl pro službu v německých koloniích a pojmenován na počest německého kancléře Otto von Bismarcka.

## Stavba

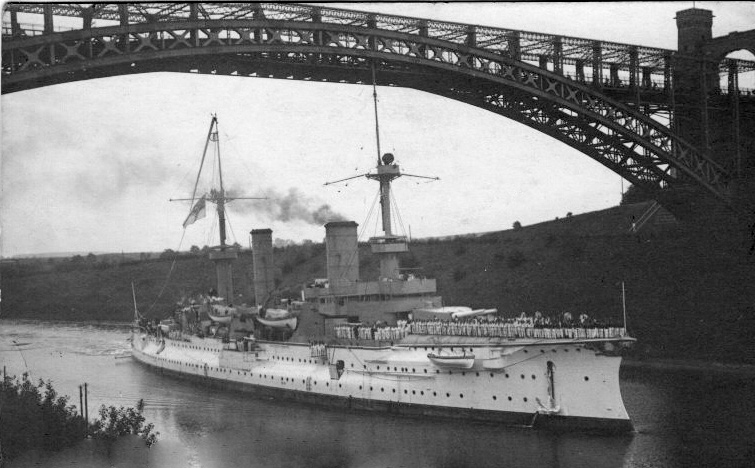
Fürst Bismarck

Křižník postavila německá loděnice Kaiserliche Werft Kiel v Kielu. Stavba byla zahájena roku 1896 a roku 1897 byl spuštěn na vodu. Do služby byl přijat 1. dubna 1900.

## Konstrukce

Fürst Bismarck

Loď byla konstruována jako vlajková a předpokládala se u ní služba v tropickém klimatu. Měla prostorný interiér s kvalitní ventilací a dostatkem místa pro admirála a jeho štáb. Hlavní výzbroj představovaly čtyři 240mm kanóny v dvoudělových věžích. Sekundární ráži představovalo dvanáct 150mm kanónů, z nichž byla polovina v kasematech a polovina v jednohlavňových věžích. Loď dále nesla deset 88mm kanónů, deset 37mm kanónů a šest 450mm torpédometů. Boční pancéřový pás lodi měl výšku 2,5 metru a sílu 100–200 mm. Pancéřová paluba měla sílu 50 mm, hlavní dělové věže a velitelskou věž pak chránil 200mm pancíř. Výtahy munice, věže sekundárního dělostřelectva a kasematu chránil 100mm pancíř.

## Osudy
Léta 1900–1909 strávil Fürst Bismarck v koloniích v sestavě německé Východoasijské eskadry. Vlajkovou lodí eskadry byl až do roku 1909 kdy připlul nový pancéřový křižník SMS Scharnhorst. V době vypuknutí první světové války již byl jako zastaralý v rezervě. Loď byla reaktivována a sloužila při obraně pobřeží, brzy však byla převedena do druhé linie. Zbytek války sloužila jako plovoucí kasárna a k výcviku. Po válce byla sešrotována.